# Eleanor Simmonds
Eleanor Simmonds (ur. 11 listopada 1994 w Walsall) – brytyjska niepełnosprawna pływaczka, mistrzyni paraolimpijska.
W 2008 roku w wieku 14 lat zdobyła dwa złote medale na igrzyskach paraolimpijskich w Pekinie.
Została przez to najmłodszą w historii złotą medalistką igrzysk paraolimpijskich.
18 lutego 2009 roku została odznaczona Orderem Imperium Brytyjskiego.
W 2012 roku podczas igrzysk paraolimpijskich w Londynie zdobyła 2 złote, 1 srebrny i 1 brązowy medal.
Jest zawodniczką klubu Boldmere Orcas Swimming Club, a jej trenerem jest Ashley Cox.